# 서경주신호소

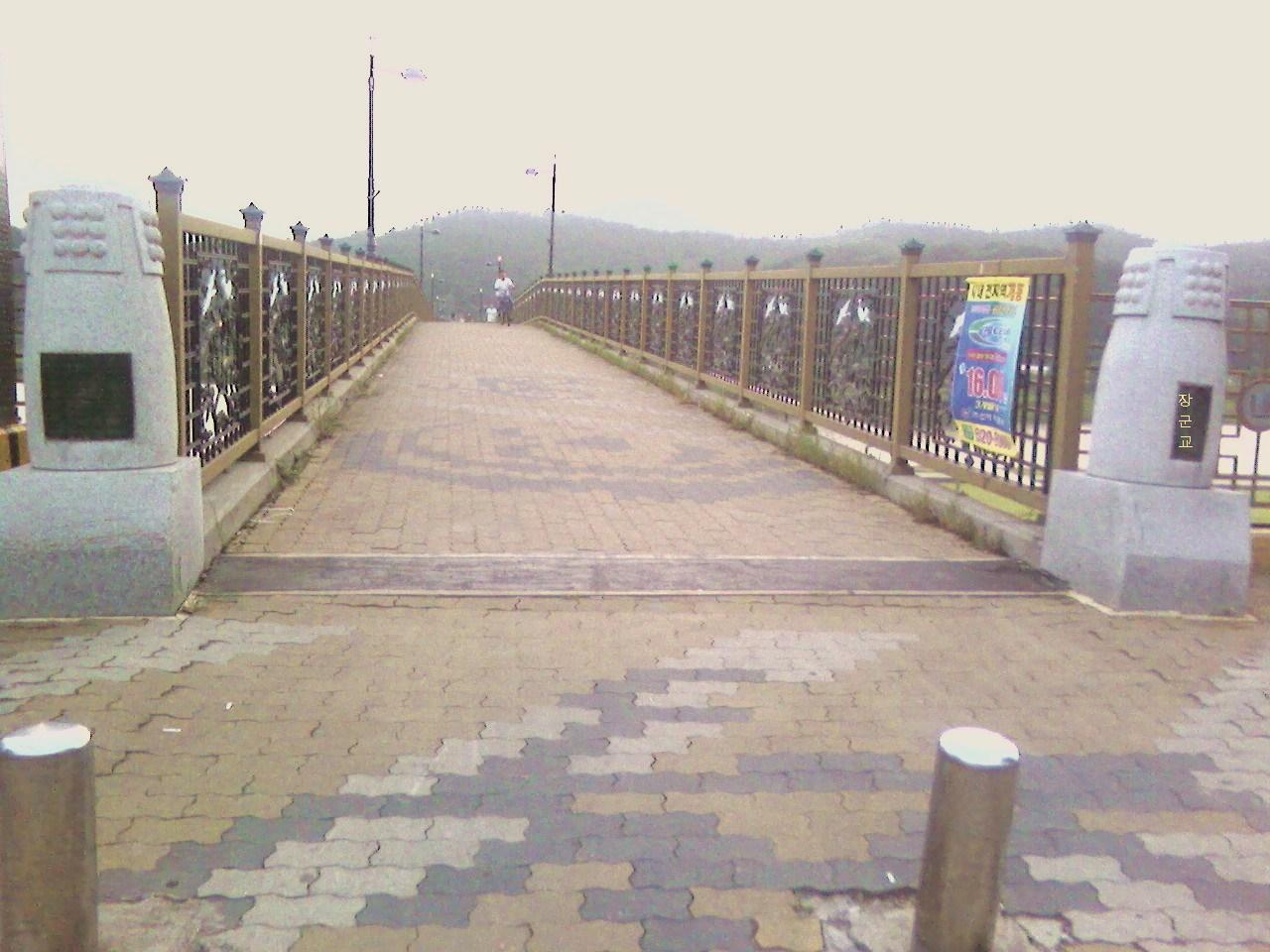
장군교

서경주신호소(西慶州信號所)는 경주시 석장동에 있었던 이설 전 중앙선과 현 중앙선이 분기되었던 신호소으로, 현재는 폐지되었다. 개업 당시에는 월성군 현곡면 금장리에 속했으나, 금장리의 남부가 경주시에 편입되면서 석장동이 신설되어 석장동에 속하게 되었다.
신호소로 개업하였으며, 율동역에서 5km, 경주역에서 3km 떨어져 있었다. 하지만 경주시가 확장하면서 서경주역에서 경주 도심을 관통하여 경주역으로 연결되는 선로의 이설이 필요해짐에 따라, 서경주역 북쪽에 금장역을 신설하여 경주역 방면과 나원역 방면으로 선로를 연결하고, 구 선로를 폐지하였다. 경주 도심으로 이어지던 폐철교 교각은, 인근에 위치한 김유신 장군묘의 이름을 따 장군교라는 이름의 인도교(人道橋)로 재활용되어 사용되고 있다.
현재 영업중지된2대 서경주역은 현곡면에 위치한 서경주역은 1992년에 '금장역'이라는 명칭으로 신설된 역이며, 이 서경주역이 없어짐과 동시에 신설되었다.

## 연혁
- 1985년 7월 13일 : 신호소로 개업
- 1992년 11월 1일 : 선로 이설로 폐역[1]